# ダクト清掃作業監督者
ダクト清掃作業監督者（ダクトせいそうさぎょうかんとくしゃ）は、ダクト清掃作業監督者講習会を修了した者。

## 概要
- 建築物の空気調和用のダクトの清掃作業の監督を行う。建築物空気調和用ダクト清掃業の登録には必要である。

## 受講資格
- 学校教育法（昭和22年法律第26号）に基づく高等学校若しくは中等教育学校又は旧中等学校令（昭和18年勅令36号）に基づく中等学校を卒業した後、2年以上建築物における空気調和用ダクトの清掃に関する実務に従事した経験を有する者
- 5年以上建築物における空気調和用ダクトの清掃に関する実務に従事した経験を有する者
- 学校教育法（昭和22年法律第26号）に基づく高等学校若しくは中等教育学校又は旧中等学校令（昭和18年勅令36号）に基づく中等学校を卒業した後、2年以上建築物における空気調和用ダクトの清掃に関する実務に従事した経験を有する者と同等以上の学歴及び実務の経験を有すると認められる者

## 講習会
- 4日間、行われる。

### 講習科目
1. 建築物環境衛生制度
2. 空調衛生概論
3. 建築設備概論（空調設備関係）
4. 作業の安全管理
5. ダクト清掃各論
6. 考査